# Валента, Велимир
Велимир Валента (хорв. Velimir Valenta; 21 апреля 1929, Клис, Сплитско-Далматинская жупания — 27 ноября 2004, Мендризио, Тичино) — югославский гребец. Олимпийский чемпион 1952 года.

## Биография
Велимир Валента родился 21 апреля 1929 года в югославском городе Клис (сейчас в Хорватии).
Начал заниматься академической греблей в 1946 году. Выступал за «Гусар» из Сплита. Был многократным чемпионом Югославии среди юниоров и взрослых.
Трижды участвовал в чемпионатах Европы: в 1950 году в Милане, в 1951 году в Маконе и в 1953 году в Копенгагене. Выступали в соревнованиях четвёрок без рулевых вместе с Дуе Боначичем, Петаром Шегвичем и Мате Трояновичем, но ни разу не выиграли медали.
В 1952 году вошёл в состав сборной Югославии на летних Олимпийских играх в Хельсинки. В соревнованиях четвёрок без рулевого вместе с Дуе Боначичем, Петаром Шегвичем и Мате Трояновичем завоевали золотую медаль. В четвертьфинале победили с результатом 6 минут 34,4 секунды, в полуфинале с результатом 7.01,1, в финале — с результатом 7.16,0.
В том же году в составе чемпионской четвёрки был признан лучшим спортсменом в Хорватии по версии газеты «Спортске новости».
Работал инженером-строителем.
Умер 27 ноября 2004 года в швейцарском городе Мендризио.

## Память
23 апреля 2019 года в Сплите Почта Хорватии представила новое спецгашение с портретом Велимира Валенты.